# リブラド・アスコナ
ダニエル・リブラド・アスコナ・サリナス（スペイン語: Daniel Librado Azcona Salinas、1984年1月18日 - ）は、パラグアイ生まれでエクアドルに帰化した元サッカー選手。現役時代のポジションはGK。

## クラブ歴
2005年にドセ・デ・オクトゥブレで選手となった。2009年にエクアドル・セリエAのLDUロハに移籍。2010年にCSDインデペンディエンテJTに移籍した。2016年12月にオリンピア・アスンシオンに移籍。

## 代表歴
2009年にエクアドルに移籍して以降同国のクラブでプレーを続け、エクアドルに帰化したためエクアドル代表として出場できるようになった。そしてコパ・アメリカ2015の23人の一人に選ばれた。しかし代表での出場機会はなかった。